# 富蘭克林縣 (伊利諾伊州)
富蘭克林縣（英語：Franklin County）是位於美國伊利諾伊州中南部的一個縣。面積1,117平方公里。根據美國2000年人口普查，共有人口39,018人。縣治本頓（Benton）。
成立於1818年1月2日，縣名紀念美國開國元勳本傑明·富蘭克林。